# Glaphyromorphus othelarrni
Glaphyromorphus othelarrni — вид сцинкоподібних ящірок родини сцинкових (Scincidae). Ендемік Австралії.

## Поширення і екологія
Glaphyromorphus othelarrni мешкають в горах на півострові Мелвілл на північному сході Квінсленду. Вони живуть у вологих тропічних лісах, серед валунів і скель, на висоті від 100 до 600 м над рівнем моря.